# Hong Kong & Kowloon Chiu Chow Public Association Secondary School
Hong Kong & Kowloon Chiu Chow Public Association Secondary School is een middelbare school waar beide geslachten onderwijs kunnen volgen. De school werd in 1957 gesticht door de Hong Kong & Kowloon Chiu Chow Public Association, een belangenorganisatie van lokale Chaozhounezen, als privéschool.
Sinds 1982 is het een openbare school en ontvangt het overheidssteun van de lokale Hongkongse overheid. Het school gebouw ligt aan de Klerenwassersstraat 150, Mong Kok. Het metrostation Mong Kok-Oost ligt in de buurt. De school heeft 33 klaslokalen, 12 speciale ruimtes, 67 leraren en 1089 leerlingen.
In 2003 won de school de hoofdprijs bij de Hongkongse scholenbasketbalwedstrijd voor jongens. Het draken- en leeuwendansteam van de school won in 2005, 2006 en 2007 de hoofdprijs bij de leeuwendanswedstrijd van Hongkongse scholen. Hierop deed de leeuwendansteam mee aan wedstrijden in Taiwan.